# Love Shine a Light
"Love Shine a Light" (O amor acende uma luz") foi a canção que representou o Reino Unido no Festival Eurovisão da Canção 1997 e o vencedor desse certame.
A referida canção foi interpretada em inglês por Katrina and the Waves´Foi o seu maior sucesso desde "Walking on Sunshine" 12 anos antes. Kimberley Rew compôs a música após um pedido do irmão de Alex Cooper (baterista da banda) para um hino para os Samaritanos. 
A canção foi escolhida como a representante do Reino Unido da Eurovisão por votação do público em 15 de março de 1997. Ele recebeu 69.834 votos, 11.138 mais do que a música em segundo lugar.. A canção foi selecionada por voto público a 15 de março de 1997. Recebeu 69.834 votos, 11.138 que a canção segunda classificada.. Foi a vígésima-quarta e penúltima canção a ser interpretada na noite do evento. (a seguir à canção croata "Probudi me, cantada pelo girl group E.N.I e antes da canção islandesa "Minn hinsti dans", interpretada por Paul Oscar. Terminou em primeiro lugar, tendo recebido um total de 227 pontos. 
Katrina Leskanich, a líder da banda, comentou que esta fora a segunda vitória da semana - o Partido Trabalhista liderado por Tony Blair ganhou as eleições dois dias antes: 1 de maio. No anos seguinte, o Reino Unido foi representada por Imaani que interpretou o tema Where Are You?. Dana International com "Diva, representando Israel sucederia a esta canção como vencedora. 

## Autores
- Letrista: Kimberley Rew
- Compositor: Kimberley Rew
- Orquestrador: Don Airey

## Letra
O apelo da cantora é que o amor deveria acender uma luz por todos nós. Deveríamos guardar uma parte da luz dento dos nossos corações e espalhar pelos outros.

## Outras versões
- versão alternativa  (inglês) [2:50]
- xenomania club mix (inglês) [7:07]

## Versões cover
- No álbum de 1997, "Ett hus med många rum", Orquestra de Kikki Danielssons, com Kikki Danielsson como vocalista, cantou esta canção com uma letra em  sueco por Christer Lundh e Mikael Wendt, como  Låt ett ljus få brinna (translated "Deixem a vela arder") [3].
- A canção tem uma versão cover ao estilo de  eurodance pelo  DJ Mauro Farina a.k.a. Speedmaster em 2002, surgindo no Dancemania Speed 9 com o título Love Shine A "Speedy" Light.[4]